# Германо-французский научно-исследовательский институт в Сен-Луи
Германо-французский научно-исследовательский институт в Сен-Луи, сокращенно ISL — бинациональный институт оборонных исследований. Расположен в эльзасском городе Сен-Луи, руководство Институтом осуществляют французский и немецкий директора.
Институт, число сотрудников которого составляет приблизительно 450 человек, специализируется в областях: детоника (от нем.  Detonik) — исследование физики детонации, баллистика, методы измерения высоких скоростей, датчики, акустика, лазер, наноматериалы и импровизированные взрывные устройства. Институт является обладателем многочисленных патентов и предоставляет международные лицензии. В его нынешней бинациональной форме Институт образован в соответствии с германо-французским соглашением, подписанным министрами обороны ФРГ и Франции 31 мая 1958 года.

## Основание Института ISL
После окончания Второй мировой войны весной 1945 года, державы-победительницы проявили повышенный интерес к немецким ученым. Франция проявила особую заинтересованность в немецких баллистиках из Института баллистики Технической академии ВВС Technische Akademie der Luftwaffe в Биберахе (первоначально Академия и Институт размещались в Берлине, в конце войны эвакуированы в Биберах) под руководством профессора Губерта Шардина. Шардин, как ученик и докторант корифея баллистики Карла Кранца, приобрел обширные знания в области динамики импульсных процессов, и вместе с группой сотрудников, благодаря пониманию физики быстропротекающих процессов, основанном на использовании уникальной аппаратуры: импульсной фото- и киносъемки, а также отработке кумулятивного заряда, значительно опередил другие страны.
Когда в апреле 1945 года французские войска вступили в Биберах, первоначально планировалась лишь конфискация оборудования Института, в первую очередь, высокочастотных искровых камер Funkenzeitlupenkamera (являлись важнейшим инструментом немецких баллистиков). Затем профессору Г. Шардину и семи ведущим сотрудникам предложили перебраться в США от имени полковника Лесли Саймона — руководителя Баллистической лаборатории BRL Абердинского полигона. Шардин отклонил это предложение, поскольку не хотел допустить растаскивания исследовательской группы. Для предупреждения дальнейшего переманивания его сотрудников американцами, Шардин и его группа 1 июня 1945 года рассмотрели предложение Франции, работать в составе организации Direction des Études et Fabrications d’Armement (DEFA) в Версале под Парижем. Шардин, его десять сотрудников и большинство вспомогательного персонала согласились.
Тем не менее, пребывание немецких ученых в Париже, менее чем год спустя после отступления германских оккупационных войск из французской столицы, было непростым. Поэтому, после обнаружения заброшенной фабричной территории в эльзасском Сен-Луи, помещения бывшего завода легких сплавов Sankt Ludwig, расположенного в пограничной местности трех государств — Германии, Франции и Швейцарии — её выбрали местом пребывания немецких специалистов. 1 августа 1945 года, спустя двенадцать недель после капитуляции Германии, тридцать два немецких ученых приступили к работе в Сен-Луи в качестве французских государственных служащих. Одновременно, в августе 1945 года началось строительство и оборудование нового Института — «Центральной лаборатории вооружения» Laboratoire Central de l’Armement или (LRSL). Возглавлял Институт французский генерал Robert Cassagnou. Из заключенного договора однозначно следовало, что Франция заинтересована в использовании наработанных в годы войны «ноу-хау» немецких исследователей, и в развитии этих наработок в собственных интересах.

Что касается научных результатов, то абсолютно несущественно, где мы работаем, если только мы получаем возможность трудиться и необходимые средства. Не существует ни особой немецкой физики, ни особой французской
— Губерт Шардин 20 июня 1945 г.
Шардин и другие ученые вместе и их семьями проживали в расположенном поблизости немецком городе Вайль-на-Рейне. Поездка до Института на французскую территорию с немецкой стороны, продолжительностью приблизительно 20 минут, осуществлялась в опломбированном автобусе. Оказанный немецким ученым приём поначалу вызвал в немецкой общине скептическое отношение, в связи с поселением в чужих жилищах, получением двойной нормы питания и возможностью покупать во французских магазинах (с более широким выбором товаров по сравнению со свободным рынком), что порождало ощущение пребывания в закрытом обществе.
И хотя пребывание в Сен-Луи поначалу рассматривалось как временное, с течением времени происходило всё большее расширение научной деятельности, при постепенном становлении Института, основанном на качестве проводимых работ и мотивации сотрудников, что в итоге обусловило дальнейшее финансирование.

## Соглашение об образовании бинациональной организации
При образовании в середине 1950-х годов бундесвера — вооружённых сил Западной Германии, оказалось, что лучшие немецкие ученые, занятые исследованиями в области вооружений, работают исключительно в интересах французского министерства обороны. Молодая Федеративная Германия должна была обеспечить свою собственную безопасность, и испытывала потребность в таких специалистах. В связи с этим возникли планы возвращения немецких специалистов из Института ISL обратно в Германию. Но Франция была не готова отказаться от своего влияния в Институте, тем более что и сам Шардин не хотел оставлять Институт. После присоединения в 1954 году Федеративной Республики Германии к блоку НАТО, у руководителей Института Шардина и Cassagnou появился замысел на предоставление в будущем в распоряжение немецкой науки приобретённого опыта и результатов научных исследований. Было предложено преобразовать Институт в бинациональную организацию. Для этого в 1955 году в министерстве обороны ФРГ была образована германо-французская комиссия, далеко не последняя, с целью ускорения создания объединенной Европы.
31 марта 1958 года — после двух лет переговоров между ФРГ и Францией — было подписано соглашение, согласно которому начиная с 22 июня 1959 года Институт возобновляет свою деятельность под наименованием «Германо-французский научно-исследовательский институт в Сен-Луи». Соглашение подписали в Сен-Луи министры обороны Жак Шабан-Дельмас и Франц Йозеф Штраус. Губерт Шардин получил должность немецкого директора, наряду с французским директором, генералом Cassagnou.
После образования ISL, которое, в конечном счете, может рассматриваться в качестве краеугольного камня германо-французских отношений, число занятых в Институте за десять лет возросло до 460 сотрудников обеих национальностей (50 % немцы, 50 % французы). Из них порядка 100 научных сотрудников, 85 сотрудников — высококвалифицированный инженерно-технический персонал. Исследовательская работа концентрировалась на военной технике, в областях: безоткатные орудия, боеприпасы кумулятивного действия и противотанковые управляемые ракеты. Одной из успешных разработок явилось создание в начале 1950-х годов управляемой по проводам противотанковой ракеты "Энтак фр. Engin Teleguidd Anti-Char.
В 1940-е и 1950-е годы основной интерес в области бронебаллистики был связан со снарядами кинетического действия, стабилизируемыми вращением. Начиная с середины 1960-х годов основное внимание уделяется экспериментальному исследованию оперенных снарядов кинетического действия.
В наше время, в период 2000-х годов, Институтом проводятся исследования и разработки корректируемого малокалиберного артиллерийского снаряда GSP (Guided Supersonic Projectile).
После 1964 года Шардин был назначен руководителем направления «Военная техника» министерства обороны ФРГ, год спустя он умер. Французский директор Cassagnou, у которого за годы совместной работы сложились дружеские отношения с Шардиным, в том же году вышел в отставку. После кончины Шардина, на должность немецкого директора заступил известный специалист в области баллистики, профессор, доктор-инженер Рихард Куттерер Richard Emil Kutterer.

## Современное состояние
В 1970-е годы научную работу определяли фундаментальные и прикладные исследования. Начато использование лазерной импульсной техники, дальнейшее развитие получила голография. В 1980-е годы продолжены исследования по разработка броневой защиты от кумулятивных боеприпасов и оперенных подкалиберных снарядов танковых пушек, процессов пробития брони, дальнейшее развитие получила электромагнитная пушка. В 1992 году принята в эксплуатацию большая аэродинамическая труба, позволяющая проводить исследования при скорости непрерывного потока 4,4 Маха.
В настоящее время классическими направлениями исследований Института ISL являются: взаимодействие лазерного излучения с веществом, разработка лазеров и их применение в экспериментальной баллистике, детоника, процессы пробития преград, средства и методы защиты, баллистика, защита личного состава, акустика, мощное СВЧ-излучение, аэродинамика и динамика полёта, оптоэлектроника, датчики.

### Методы и технологии защиты, безопасности и владения обстановкой
Разрабатывается продвинутая визионика (обнаружение БПЛА, расширенная визуализация), акустика и защита солдата (защита слухового аппарата, защита от ударных волн, акустическое зондирование), защита от поражающих факторов взрывных устройств, их ослабление, взаимодействие лазерного излучения с веществом.
В последние годы Институт принял новую стратегию, основной задачей которой является разработка и создание средств защиты от терроризма. Кроме того ISL осуществляет крупные контракты с французскими и американскими сухопутными войсками. Последние проявляют заинтересованность в совместных исследованиях по электромагнитной пушке.
В целом, планируется открыть ISL для более широкой европейской базы сотрудничества. При этом предусмотрено расширение двусторонней деятельности — полезной не только в военной, но и в гражданской сфере, для целей расширения европейской исследовательской организации. Бюджет Института в 2016 году составил 49,213 млн евро.
| Германский директор | Французский директор    |
| ------------------- | ----------------------- |
| Томас Жирвитски     | Christian de Villemagne |

## Германские директора ISL
| #  | Имя и фамилия                           | Годы         |
| -- | --------------------------------------- | ------------ |
| 1  | Проф. Доктор инж. Губерт Шардин         | 1958-1964    |
| 2  | Проф. Доктор инж. Рихард Эмиль Куттерер | 1965-1969    |
| 3  | Доктор Руди Шалль                       | 1969-1979    |
| 4  | Ульрих Фогель                           | 1979-1989    |
| 5  | Ханс Шульте                             | 1989-1999(?) |
| 6  | Фолькер Шмидт                           | 1999-2007    |
| 7  | Михаэль Виланд                          | 2007-2010    |
| 8  | Вольфганг Фёрстер                       | 2010-2014    |
| 9  | Томас Жирвицки                          | 2014-2021    |
| 10 | Бернд Фишер                             | 2021-2021    |
| 11 | Михаэль Майнль                          | 2021-по н.в. |

## Французские директора ISL
| # | Имя и фамилия              | Годы      |
| - | -------------------------- | --------- |
| 1 | Ген. инж. Robert Cassagnou | 1958-1964 |
| 2 | Ген. инж. Andre Auriol     | 1965-1978 |